# Kanton Aubigny-sur-Nère
Kanton Aubigny-sur-Nère (francouzsky Canton d'Aubigny-sur-Nère) je francouzský kanton v departementu Cher v regionu Centre-Val de Loire. Tvoří ho čtyři obce.

## Obce kantonu
- Aubigny-sur-Nère
- Ménétréol-sur-Sauldre
- Oizon
- Sainte-Montaine